# 永昌堂
株式会社永昌堂（えいしょうどう）は滋賀県彦根市にある印刷会社。

## 会社概要
- 創立 1913年(大正2年)
- 設立 1973年(昭和48年)7月1日

## 沿革
北村佐右衛門が明治末期にアメリカ合衆国に赴き石版印刷を学ぶ。英語に悪戦苦闘しながらの技術取得であった。帰国後1913年(大正2年)に彦根市内で永昌堂石版印刷所を開業した。開業当初は地元の醤油店のラベルなどを印刷していたが、1957年(昭和32年)創業した平和堂の夏原平次郎との知己を得て同社の販売チラシを手掛けた。印刷のみならず、キャッチコピーなどの提案業務も請負った。商業チラシが主力になった背景はこれが源流である。1973年(昭和48年)に株式会社永昌堂印刷に変更、物流事業も併営している。2022年に株式会社永昌堂に社名変更。

## 営業所・工場
- 東京営業所 〒103-0024 東京都中央区日本橋小舟町11-16
- 大阪支店 〒532-0011 大阪府淀川区西中島5-12-1
- 名古屋支店 〒451-0042 愛知県名古屋市西区那古野1-17-18
- 仙台営業所 〒980-0014 宮城県仙台市青葉区本町1-3-9第六広瀬ビル1階
- 広島営業所 〒732-0827 広島市南区稲荷町1-1 ロイヤルタワー7F
- 彦根工場 本社に併設
- 東京工場 〒340-0831 埼玉県八潮市南後谷107-12
- 大阪工場 〒561-0645 大阪府豊中市利倉1-12-3
- EDC 沖縄編集センター 〒900-0015 沖縄県那覇市久茂地1-7-1 琉球リース総合ビル1207号